# Rufus Sewell

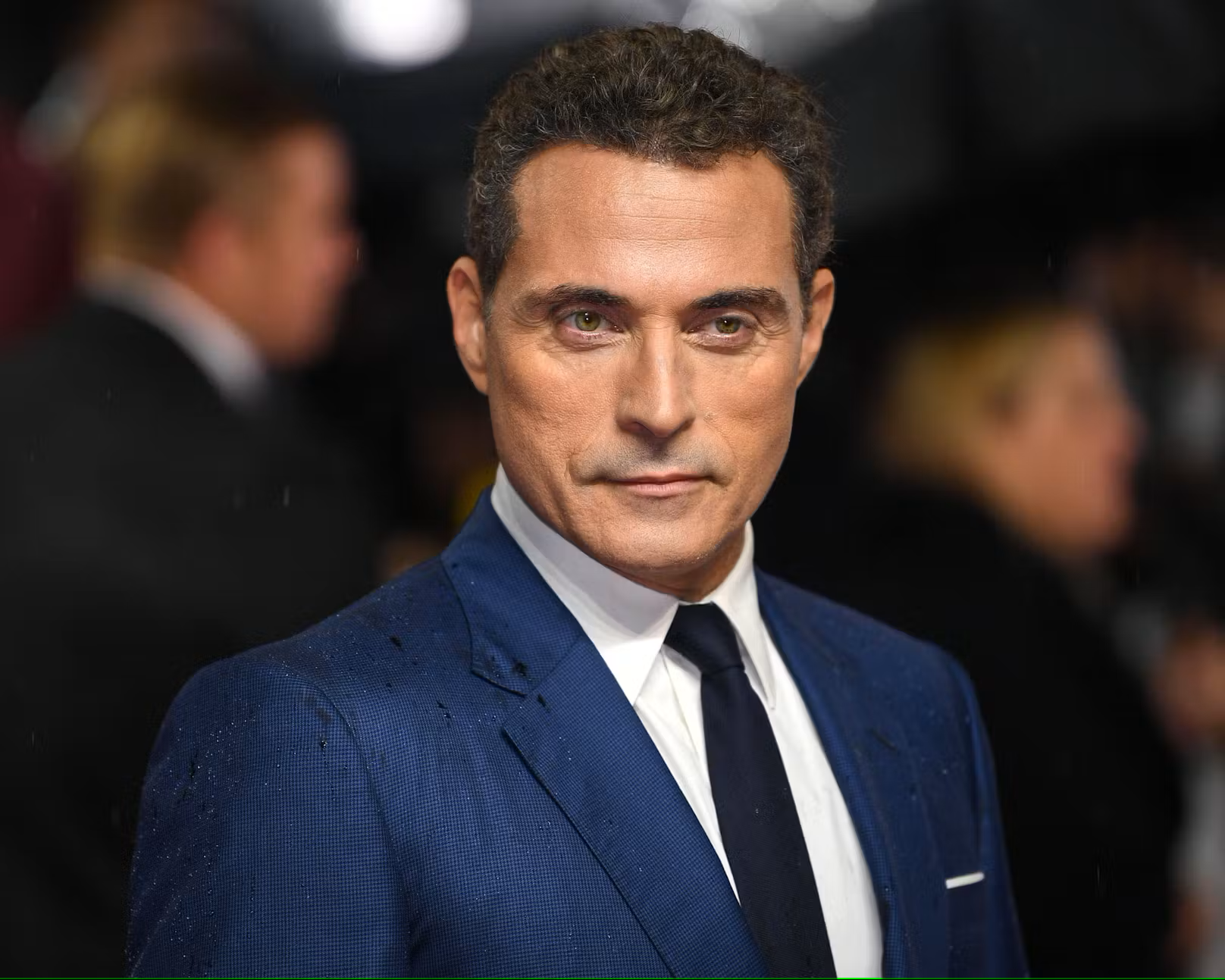
Rufus Sewell, 2019

Rufus Frederick Sewell (* 29. Oktober 1967 in Twickenham, Greater London) ist ein britischer Schauspieler.

## Karriere
Rufus Sewell absolvierte die Schauspielausbildung an der Central School of Speech and Drama in London. Sein Theaterdebüt gab er 1992 in dem Stück Making It Better, wofür er 1992 bei den Londoner Critics’ Circle Theatre Awards als Bester Newcomer ausgezeichnet wurde. Seine Rolle in Tom Stoppards Bühnenstück Arcadia brachte ihm eine erste Nominierung für einen Olivier Award ein. Er spielte auch am Broadway, wo er für seine Rolle in Translations den Theatre World Award erhielt.
Auf der Kinoleinwand war er erstmals 1991 in Don Boyds Twenty-One zu sehen. Publikum und Kritiker konnte er allerdings erst 1994 als Will Ladislaw in der BBC-Miniserie Middlemarch nach dem gleichnamigen Roman von George Eliot auf sich aufmerksam machen. In den folgenden Jahren wirkte Sewell in zahlreichen britischen Fernsehproduktionen und Verfilmungen historischer Stoffe mit. Für seine Darstellung von Charles II. erntete er viel Lob, für die Rolle des Petruchio in einer modernen Neufassung von William Shakespeares Der Widerspenstigen Zähmung war er 2006 bei den British Academy Television Awards als Bester Darsteller nominiert. Sewell drehte mit renommierten Regisseuren wie John Schlesinger, Kenneth Branagh und Michael Apted. 1998 spielte er die Hauptrolle in Alex Proyas’ Science-Fiction-Film Dark City. 2000 war er in Chuck Russells Die Prophezeiung und 2001 als Graf Adhemar d’Anjou in Brian Helgelands Ritter aus Leidenschaft ebenfalls im Kino präsent. 2008 gehörte Sewell zur Darstellerriege der mehrfach preisgekrönten HBO-Miniserie John Adams – Freiheit für Amerika. In der US-amerikanischen Fernsehserie Eleventh Hour – Einsatz in letzter Sekunde war er 2008/2009 als Dr. Jacob Hood zu sehen. Einem breiteren Publikum wurde Sewell vor allem durch die beiden Serien The Man in the High Castle (2015–2019) und Victoria (2016–2019) bekannt.
Wenngleich Rufus Sewell seine schauspielerische Heimat in Filmen sieht, steht er weiter regelmäßig auf der Bühne. 2006 überzeugte er in London in Tom Stoppards Musiktheater Rock’n’Roll und gewann für seine Rolle den Critics’ Circle Theatre Award, den Evening Standard Award und den Preis als Bester Hauptdarsteller bei den Laurence Olivier Awards 2007.
Rufus Sewell war in erster Ehe mit Yasmin Abdallah (1999–2000) und in zweiter Ehe mit Amy Gardner (2004–2006), mit der er einen Sohn (* 2002) hat, verheiratet. Mit Ami Komai lebte er von 2010 bis 2019 in einer Beziehung, aus der eine Tochter hervorging. Seit 2019 ist er mit Vivian Benitez liiert und seit 2024 verheiratet.

## Synchronsprecher
Sewell hat bislang (2017) noch keinen festen deutschen Synchronsprecher, wurde bisher aber laut der Deutschen Synchronkartei am häufigsten (sechsmal) von Marcus Off gesprochen, u. a. in der von 2015 bis 2020 laufenden Serie The Man in the High Castle, am zweithäufigsten (dreimal) von Thomas Nero Wolff. Im für seine Karriere wichtigen Kultfilm Dark City (1998) wurde er von Gudo Hoegel gesprochen.

## Filmografie
- 1991: The Last Romantics
- 1991: 21 (Twenty-One)
- 1992: Gone to Seed
- 1993: Dirtysomething
- 1993: Dirty Weekend
- 1994: A Man of No Importance
- 1994: A Night with a Woman, a Day with Charlie
- 1994: Citizen Locke
- 1994: Middlemarch
- 1995: Carrington
- 1995: Cold Comfort Farm
- 1995: King Henry IV
- 1995: Victory
- 1996: Hamlet
- 1997: The Woodlanders
- 1998: At Sachem Farm
- 1998: Dark City
- 1998: Gefährliche Schönheit – Die Kurtisane von Venedig (Dangerous Beauty)
- 1998: Illuminata
- 1998: Martha trifft Frank, Daniel & Laurence (Martha, Meet Frank, Daniel and Laurence)
- 1999: In einem wilden Land (In a Savage Land)
- 2000: Arabian Nights – Abenteuer aus 1001 Nacht (Arabian Nights)
- 2000: Die Prophezeiung (Bless the Child)
- 2001: Der Todesengel aus der Tiefe (Mermaid Chronicles Part 1: She Creature)
- 2001: Ritter aus Leidenschaft (A Knight’s Tale)
- 2002: Extreme Ops
- 2003: Charles II: The Power & the Passion
- 2003: Helena von Troja (Helen of Troy)
- 2003: Victoria Station
- 2005: Der Widerspenstigen Zähmung (The Taming of the Shrew)
- 2005: Die Legende des Zorro (The Legend of Zorro)
- 2006: Amazing Grace
- 2006: The Illusionist – Nichts ist wie es scheint (The Illusionist)
- 2006: Paris, je t’aime
- 2006: Liebe braucht keine Ferien (The Holiday)
- 2006: Tristan & Isolde
- 2008: Downloading Nancy
- 2008: John Adams – Freiheit für Amerika (John Adams, Miniserie, 2 Episoden)
- 2008: Vinyan
- 2008–2009: Eleventh Hour – Einsatz in letzter Sekunde (Eleventh Hour, Fernsehserie, 18 Episoden)
- 2010: Die Säulen der Erde (The Pillars of the Earth)
- 2010: The Tourist
- 2011: Aurelio Zen (Miniserie, 3 Episoden)
- 2012: Abraham Lincoln Vampirjäger (Abraham Lincoln: Vampire Hunter)
- 2012: Hotel Noir
- 2012: Parade’s End – Der letzte Gentleman (Parade’s End, Miniserie, 3 Episoden)
- 2012: Restless (Miniserie)
- 2013: All Things to All Men
- 2013: The Sea
- 2013: I’ll Follow You Down
- 2014: Hercules
- 2014: The Devil’s Hand – Vergib mir Vater, denn ich habe gesündigt (The Devil’s Hand)
- 2015: Killing Jesus
- 2015–2019: The Man in the High Castle (Fernsehserie, 40 Episoden)
- 2016: Gods of Egypt
- 2016: Rise (Kurzfilm)
- 2016–2017: Victoria (Fernsehserie, 7 Episoden)
- 2016: City of Sin
- 2018: The Marvelous Mrs. Maisel (Fernsehserie, Episode 2x07)
- 2019: Judy
- 2019: Agatha Christies Das fahle Pferd (The Pale Horse, Miniserie, 2 Episoden)
- 2020: The Father
- 2021: Old
- 2023: Kaleidoskop (Kaleidoscope, Fernsehserie, 8 Episoden)
- 2023: Drei Gänge und ein Todesfall (The Trouble with Jessica)
- seit 2023: Diplomatische Beziehungen (The Diplomat, Fernsehserie)
- 2024: Scoop – Ein royales Interview (Scoop)
- 2024: The Uninvited
- 2025: Sandman (The Sandman, Fernsehserie)

## Auszeichnungen
- 1992: Critics’ Circle Theatre Award als Vielversprechendster Newcomer
- 2006: Critics’ Circle Theatre Award als Bester Hauptdarsteller für Rock 'n' Roll
- 2006: Evening Standard Theatre Award als Bester Hauptdarsteller für Rock 'n' Roll
- 2007: Laurence Olivier Award als Bester Hauptdarsteller für Rock 'n' Roll